# Siebmaschine

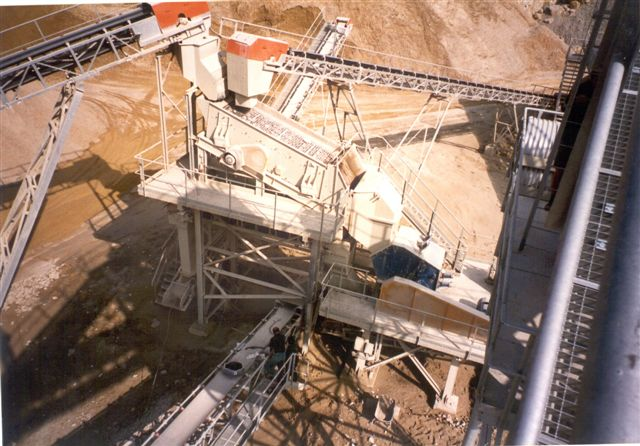
Siebmaschine in einem Steinbruch bei Belgrad (Serbien)

Eine Siebmaschine ist eine Maschine zum Sieben, also der Trennung (Separation) von Feststoffgemischen nach Korngrößen (ab ca. 0,1 mm). Die Erzeugung und Bestimmung von Korngröße und Kornverteilung bei dispersen Feststoffen ist in vielen Bereichen sehr wichtig. Der Erste, der dies wissenschaftlich untersuchte, war Georgius Agricola. Als Arzt und Universalwissenschaftler verfasste er die zwölf Bücher der Hüttenkunde (veröffentlicht 1556). In diesen beschreibt er bereits wissenschaftlich erstmals das Sieben und verschiedene Siebmaschinen neben anderen Apparaten der mineralischen Aufbereitungstechnik. Er verstarb ein Jahr vor der Veröffentlichung seiner Werke, die bis heute Gültigkeit haben.
Folgende Produkteigenschaften sind von der Partikelgrößenverteilung abhängig (Auswahl):
- Oberflächenreaktion
- Geschmack
- Mischbarkeit
- Filtrationsvermögen
- Leitfähigkeit

Siebmaschinen lassen sich in drei grundsätzlich verschiedene Arten unterscheiden:
- Nach Anwendung: Produktionssiebe und Laborsiebe
- Nach Bauart: flache Siebmaschinen (Horizontalsiebmaschinen) bzw. geneigte Siebmaschinen
- Nach Antrieb: elektromagnetisch bzw. durch Unwuchtmotoren oder -getriebe.

Aus den genannten Arten und deren Kombination ergeben sich zumeist die Anwendungen der Maschinen.

## Vibrationssiebmaschinen
Vibrationssiebmaschinen unterscheiden sich grundsätzlich in ihren Antriebssystemen und der davon abhängigen Funktionsweise.

### Freischwingersiebmaschinen
Dieses ist die einfachste und meistverbreitete Antriebssystem: Die Freischwingermaschine gehört zu der Baureihe der Kreisschwinger. Sie wird durch eine (z. T. auch zwei) zentrische Welle angetrieben, die in der Regel mit verstellbaren Fliehkraftgewichten ausgestattet ist.  Durch Änderung der Gewichte oder der Drehzahl kann man recht einfach die Maschinenparameter beeinflussen. Diese Antriebsart nennt man lastabhängig: Der Schwingkreis und damit die Beschleunigung reduziert sich bei Zunahme der Aufgabemenge oder Anbackungen. Die Ausführung ist für einfachste bis mittelschwere Aufgabenstellungen (Siebgut bis ca. 250 mm) einsetzbar.

### Ellipsensiebmaschinen
Diese Siebmaschinenart wird ebenfalls durch eine (z. T. auch zwei) zentrische Hauptwelle angetrieben, die einen Schwingkreis genau wie bei einem Freischwingerantrieb erzeugt. Durch eine weitere, synchronisierte Welle wird der erzeugte Schwingkreis in eine je nach Aufgabenstellung definierte Ellipse verzerrt. Diese Maschinen sind wie auch die Freischwinger für einfachste bis mittelschwere Aufgabenstellungen einsetzbar. Diese Maschinen haben den großen Vorteil, dass sie ohne Neigung oder mit ganz geringer Neigung arbeiten können.

### Exzentersiebmaschinen
Die Exzentersiebmaschinen werden über eine exzentrische Antriebswelle angetrieben. Die Welle ist mit zwei Wälzlagern im Siebkasten und mit zwei Lagern auf dem umlaufenden Tragrahmen verlagert. Der Schwingkreis wird bei dieser Antriebsvariante nicht über Fliehkraft, sondern über den Exzenter der Welle erzeugt. Dieses hat zur Folge, dass dieses Antriebssystem lastunabhängig arbeitet. Damit das Kräftesystem ausgeglichen ist, werden zwei umlaufende Gegengewichte eingesetzt. Der Schwingkreis wird nicht durch schwankende Aufgabemengen oder Anbackungen reduziert. Dieses Antriebssystem ist für mittlere bis schwerste Einsatzbedingungen einsetzbar. Diese Maschinen sind neben fast allen Klassieraufgaben sehr gut zur Vorbrecherentlastung geeignet.

### Linearsiebmaschinen
Linearschwinger werden zum Beispiel durch zwei gegenläufige Wellen mit Fliehkraftgewichten angetrieben. Andere Ausführungen der Antriebe sind Erregerzellen, zwei gegenläufige Unwuchtmotoren oder Elektromagnetantriebe. Linearschwinger arbeiten mit einer linearen Schwingung, die in Richtung Maschinenschwerpunkt gerichtet ist. Diese Maschinen können ohne Neigung eingesetzt werden. Als Entwässerungssiebmaschinen besitzen sie den großen Vorteil, das sie auch ansteigend fördern können und damit für eine optimale Entwässerung sorgen. Diese Maschinen sind für einfachste bis mittelschwere Aufgabenstellungen einsetzbar. Nachteil ist die fehlende Horizontalkomponente eines Schwingkreises. Bei schwierigen Siebgut kommt es öfter zu Verstopfungen.

### Wirbelstromsiebmaschinen
Bei Wirbelstromsiebmaschinen wird das Siebgut von einer Zuführschnecke in ein Zylindersieb transportiert und von einem Rotor mit Wirbelleisten durch das Sieb gewirbelt. Bei diesem Vorgang wird das Feingut ausgesiebt und das Grobgut (Verunreinigungen) automatisch abgeschieden.

### Laborsiebmaschinen

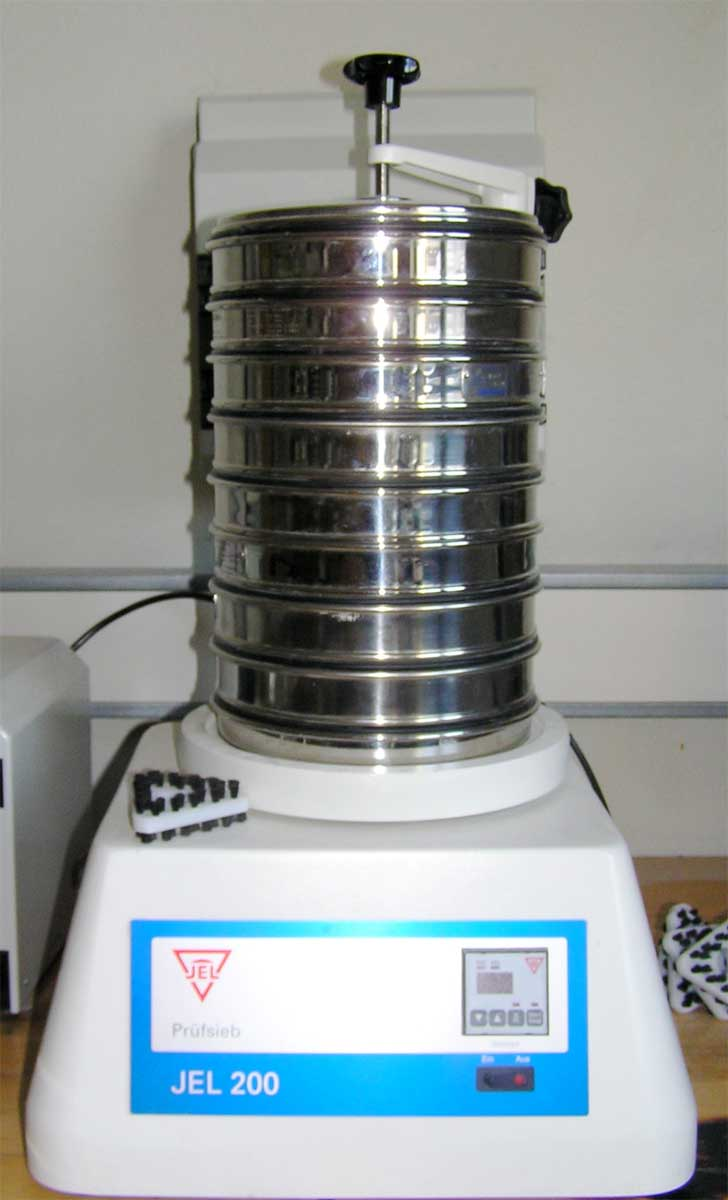
Laborsiebmaschine

Im Laborbereich lassen sich Siebmaschinen in vier Typen einteilen:
- Wurfsiebmaschinen
- Plansiebmaschinen
- Klopfsiebmaschinen
- Luftstrahlsiebmaschinen

### Wurfsiebmaschinen
Hierbei überlagern sich vertikale Wurfbewegungen mit leichten Drehbewegungen. Dies führt dazu, dass sich das Probengut über die gesamte Fläche des Siebbodens verteilt und die Partikel gleichzeitig eine Beschleunigung in vertikale Richtung erfahren (hochgeworfen werden). In der Luft können sie freie Drehungen durchführen und werden beim Zurückfallen auf das Sieb mit den Maschen des Siebgewebes verglichen. Sind die Partikel kleiner als diese, so passieren sie das Sieb, sind sie größer, werden sie erneut hochgeworfen. Die Drehbewegung stellt dabei sicher, dass sie beim nächsten Auftreffen auf dem Siebgewebe eine andere Orientierung haben und so vielleicht doch durch eine Maschenöffnung gelangen.
Moderne Siebmaschinen arbeiten mit einem elektromagnetischen Antrieb, bei dem ein Feder-Masse-System in Bewegung gesetzt wird und die resultierenden Schwingungen an den Siebturm überträgt. Schwingungsweite (Amplitude) und Siebzeit sollten digital einstellbar sein und durch eine integrierte Regeleinheit ständig kontrolliert werden – nur so sind Siebergebnisse reproduzierbar und präzise (wichtige Voraussetzungen für eine aussagekräftige Analyse). Die flexible Einstellung der Parameter wie Amplitude und Siebzeit erlaubt es, den Grad der Aussiebung für jede Probe individuell zu optimieren. Daher ist diese Art der Siebung die gängigste im Laborbereich.

### Plansiebmaschinen
Bei dieser Art der Siebung vollzieht der Siebturm eine horizontal kreisende Bewegung in einer Ebene. Hierdurch behalten die Partikel auf dem Siebgewebe größtenteils ihre Orientierung bei. Plansiebmaschinen werden vorzugsweise für nadel-, plättchenförmige, längliche oder faserige Siebgüter (erheblich von einer sphärischen Geometrie abweichende Partikelform) eingesetzt, bei denen ein Hochwerfen des Probengutes nicht zwingend von Vorteil ist. Da sich bei diesem Verfahren Analysensiebe mit einem großen Durchmesser von bis zu 400 mm einsetzen lassen, eignet es sich auch für große Aufgabemengen wie sie beispielsweise bei der Kornanalyse von Bau- und Zuschlagstoffen vorkommen. 
Taumelsiebmaschinen werden als runde Plansiebe gebaut. Bei dieser Bauart vollführt das Sieb wie bei Plansiebmaschinen eine kreisende Bewegung, die zusätzlich von einer Vertikalbewegung überlagert wird. Das Siebgut wird mittig aufgegeben, kontinuierlich gleichmäßig von innen nach außen über die Siebfläche verteilt  und der Überlauf am Rand abgezogen. Die typische Siebbewegung für Taumelsiebmaschinen beruht auf der kreisenden und taumelnden, dreidimensionalen Bewegung des Siebes. Taumelsiebmaschinen gibt es mit Kurbel- oder Unwuchtantrieb.
Eine spezielle Art ist die Mehrdecksiebmaschine, die gleichzeitig mehrere Korngrößen fraktionieren kann.

### Klopfsiebmaschinen

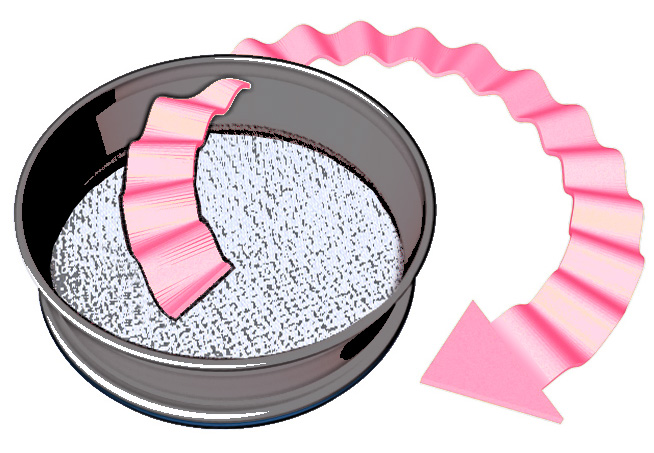
Klopfsiebung

Hierbei wird eine horizontal kreisende mit einer vertikalen Bewegung überlagert, die durch einen Klopfimpuls ausgelöst wird. Diese für die Handsiebung charakteristischen Bewegungsvorgänge erreichen für schwerere Partikel (z. B. Schleifmittel) eine höhere Aussiebung als sie bei der Siebung mit Wurfsiebmaschinen erreicht werden kann.

## Luftstrahlsiebmaschinen
Das Gerät wird mit einem handelsüblichen Staubsauger verbunden, in welchem der Siebdurchgang später zurückgehalten wird. Eine kleine Menge des zu analysierenden Produktes wird auf einem Analysensieb eingewogen, welches dann mit einem Deckel luftdicht verschlossen wird. Nach Einstellen der verhältnismäßig kurzen Siebzeit von 3 bis 5 Minuten und Drücken des Startknopfes beginnt der Siebvorgang. Durch den rotierenden Düsenflügel wird das Produkt umgeschichtet und gleichzeitig das Siebgewebe von unten her saubergeblasen. Der vom Staubsauger erzeugte Unterdruck zieht das feine Produkt durch das Sieb hindurch und wird im Staubsaugerbeutel von der Luft abgeschieden. Durch das eingebaute Dreiwegeventil ist der gewünschte Unterdruck immer exakt und schnell zu korrigieren. Anschließend wird der Siebrückstand ausgewogen.
Dies garantiert eine hohe, reproduzierbare Siebgenauigkeit auch bei siebschwierigen Produkten sowie kurze Siebzeiten.

## Ausführungen
Siebgewebe werden in verschiedenen Maschenweiten (ab 20 µm) und verschiedenen Durchmessern hergestellt. Siebmaschinen gibt es in verschiedenen Ausführungen, je nachdem, welche Forderungen an die Produkte gestellt werden. Auslegungsdaten sind im Allgemeinen die geforderte Siebleistung, die gewünschte Reinheit, die benötigte Ausbringung, das Aufgabematerial mit seiner Schüttdichte sowie die vorhandenen Platzverhältnisse. Aus diesen Daten lässt sich die optimale Siebmaschine auswählen.
Neben Laborsiebmaschinen unterscheidet man auch Industriesiebmaschinen.